# Een plekje voor Heini
Een plekje voor Heini is een hoorspel van Wolfdietrich Schnurre. Die Bekanntschaft werd op 1964 door de RIAS (Rundfunk im amerikanischen Sektor Berlins) uitgezonden. Willy Wielek-Berg vertaalde het en de VARA zond het uit op vrijdag 4 mei 1968. De regisseur was Ad Löbler. De uitzending duurde 57 minuten.

## Rolbezetting
- Joke Hagelen (Anni)
- Dries Krijn (banketbakker Metzlaff)
- Peter Aryans (de inspecteur)
- Paul Deen (de dominee)
- Tonny Foletta (de doodgraver)
- Eva Janssen, Dogi Rugani & Nel Snel (verdere medewerkenden)

## Inhoud
Aan het graf van zijn vrouw leert de banketbakker Anni kennen, die vroeger het kerkhof verzorgde. Ze zou haar baby, die bij de geboorte is overleden, willen begraven. De inspecteur van het kerkhof, die er op staat dat de bijzetting volgens de regels verloopt, verhindert haar evenwel eigenmachtig op te treden. De beambte van de dood moet daarna echter toch wijken onder de kracht van de beide treurenden…